# Pírcing Prince Albert invertit
El pírcing Prince Albert invertit (en anglès, Revers Prince Albert, RPA), és un pírcing genital masculí que va des de la uretra (a la paret superior del penis), fins a la part superior del gland del penis. Es pot considerar com l'homòleg del pírcing Prince Albert, que també es reflecteix en el nomenament.
Si es combinen un pírcing Prince Albert amb un pírcing Prince Albert invertit, s'obté un pírcing Apadravya.

## Història
El nom deriva del «pírcing Prince Albert», que al seu torn deriva el seu nom d'Albert de Saxònia-Coburg Gotha, que es diu que va usar aquesta perforació. La paraula «invertit» significa en aquest cas «contrari» i es refereix al fet que la perforació passa per la part superior de la uretra (com el Príncep Albert Piercing) a través del fons del gland.
El nom alternatiu, pírcing Queen Victoria, en honor de la Reina Victòria del Regne Unit, esposa del príncep Albert, també té un paper en aquesta connexió com a parella del pírcing Prince Albert.

## Curació
Aquest pírcing té un canal de perforació més llarg que el pírcing Prince Albert. Això fa que el temps de cicatrització sigui més llarg, de dos a cinc mesos.

## Joieria

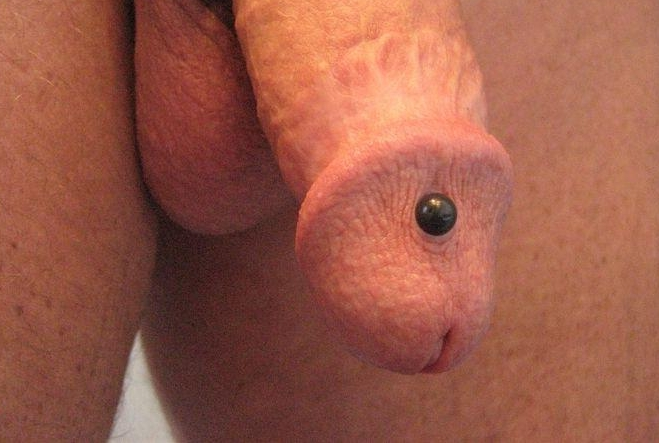
Pírcing Prince Albert invertit amb un barbell (només la bola superior és visible)

La joieria pot ser un anell de bola captiva, un anell de segment llis (sense bola) o una barbell. La perforació es pot estirar fàcilment.